# Natriumhexachloroplatinat(IV)
Natriumhexachloroplatinat(IV) ist eine chemische Verbindung aus der Gruppe der Hexachloridoplatinate.

## Gewinnung und Darstellung
Natriumhexachloroplatinat kann durch Zugabe der stöchiometrisch erforderlichen Menge an Natriumchlorid zu einer Hexachloridoplatinsäure-Lösung gewonnen werden.
{\displaystyle \mathrm {H_{2}[PtCl_{6}]+2\ NaCl\longrightarrow Na_{2}[PtCl_{6}]+2\ HCl} }

## Eigenschaften

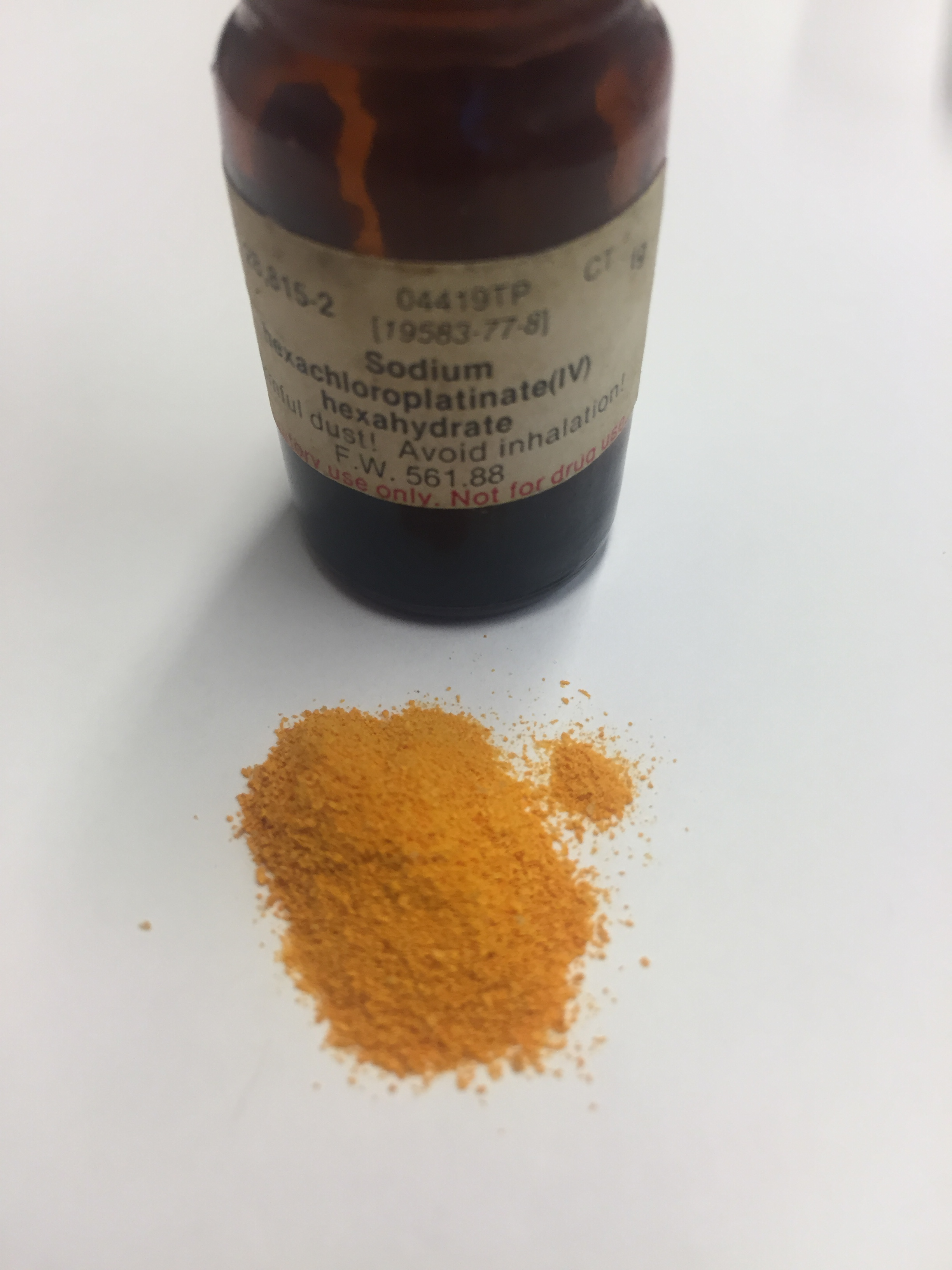
Natriumhexachloroplatinat(IV)

Natriumhexachloroplatinat ist ein orange-gelber geruchloser Feststoff, der löslich in Wasser ist. Das Hexahydrat gibt bei 110 °C Kristallwasser ab und wandelt sich in das Anhydrat um.

## Verwendung
Natriumhexachloroplatinat wird zur Herstellung von Katalysatoren und für die Ummantelung von Elektroden für die Chlorherstellung verwendet.